# Vernon Norwood
Vernon Larnard Norwood (né le 10 avril 1992 à La Nouvelle-Orléans) est un athlète américain, spécialiste du 400 mètres.

## Biographie

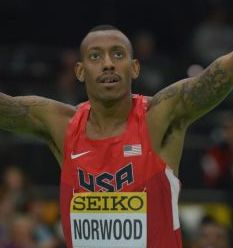
Vernon Norwood en 2016.

Vernon Norwood remporte sur 400 m les championnats NCAA en salle 2014, et les championnats NCAA en plein air 2015.
Il descend pour la première fois de sa carrière sous les 45 secondes sur 400 mètres en avril 2015 en établissant le temps de 44 s 44 à Baton Rouge. Sélectionné dans le relais 4 × 400 m américain lors des championnats du monde 2015 à Pékin, il remporte la médaille d'or au titre de sa participation aux séries. 
Il remporte en début de saison 2016 le titre national en salle du 400 m, en 45 s 80. En mars 2016, Norwood est sacré champion du monde en salle avec ses coéquipiers du relais 4 × 400 m lors des championnats du monde en salle de Portland, devant les Bahamas et Trinité-et-Tobago. 
Deux ans, plus tard, en mars 2018, Norwwod et le relais américain se classent deuxième des championnats du monde en salle de Birmingham, en établissant en 3 min 01 s 97 un nouveau record d'Amérique du Nord, d'Amérique centrale et des Caraïbes en salle. Ce temps, en dessous de l'ancien record du monde (3 min 02 s 13) est battu par la Pologne, qui remporte l'or en 3 min 01 s 77. 
En 2019, il participe aux séries du 4 × 400 m des championnats du monde 2019 et obtient une nouvelle médaille d'or après la victoire de ses coéquipiers en finale.
Il participe à deux épreuves de relais aux Jeux olympiques de 2020 se déroulant en 2021 à Tokyo. Il dispute tout d'abord le relais 4 × 400 m mixte qui se déroule pour la première fois dans cette compétition, mais l'équipe américaine n'obtient que la médaille de bronze, devancée en finale par la Pologne et la République dominicaine. Dans le 4 × 400 m masculin, il décroche le titre olympique au titre de sa participation aux séries.
La situation se répète lors des championnats du monde 2022 à Eugene, il obtient la médaille d'or du 4 × 400 m masculin après avoir pris part aux séries, et la médaille de bronze du 4 × 400 m mixte, devancé cette fois par la République dominicaine et les Pays-Bas.
Vice-champion des États-Unis du 400 m en 2023 à Eugene derrière son compatriote Bryce Deadmon, il participe à l'épreuve individuelle lors des championnats du monde 2023 à Budapest. Il bat son record personnel en demi-finale en 44 s 26 et termine quatrième de la finale en 44 s 39. En fin de compétition, il décroche une nouvelle médaille d'or sur 4 × 400 m en prenant part pour la première fois à la finale. Il s'impose aux côtés de Quincy Hall, Justin Robinson et Rai Benjamin en 2 min 57 s 31, devant la France et la Grande-Bretagne.
Aux Jeux olympiques de Paris il est 2e relayeur et devient champion olympique du 4 × 400 m  avec ses coéquipiers Christopher Bailey, Bryce Deadmon et Rai Benjamin en réalisant 2 min 54 s 43, un record olympique, à quatorze centièmes du record du monde. Il est également médaillé d'argent au 4 × 400 m mixte.

## Palmarès

### International
| Date | Compétition                    | Lieu             | Résultat | Épreuve         | Temps                    |
| ---- | ------------------------------ | ---------------- | -------- | --------------- | ------------------------ |
| 2014 | Championnats NACAC espoirs     | Kamloops         | 3e       | 400 m           | 56 s 56                  |
| 2014 | Championnats NACAC espoirs     | Kamloops         | 1er      | 4 × 400 m       | 3 min 4 s 34             |
| 2015 | Championnats du monde          | Pékin            | 1er      | 4 × 400 m       | Participation aux séries |
| 2016 | Championnats du monde en salle | Portland         | 1er      | 4 × 400 m       | 3 min 02 s 45            |
| 2018 | Championnats du monde en salle | Birmingham       | 2e       | 4 × 400 m       | 3 min 01 s 97            |
| 2019 | Relais mondiaux                | Yokohama         | 1er      | 4 × 200 m       | 1 min 20 s 12            |
| 2019 | Championnats du monde          | Doha             | 1er      | 4 × 400 m       | Participation aux séries |
| 2021 | Jeux olympiques                | Tokyo            | 1er      | 4 × 400 m       | Participation aux séries |
| 2021 | Jeux olympiques                | Tokyo            | 3e       | 4 × 400 m mixte | 3 min 10 s 22            |
| 2022 | Championnats du monde          | Eugene           | 1er      | 4 × 400 m       | Participation aux séries |
| 2022 | Championnats du monde          | Eugene           | 3e       | 4 × 400 m mixte | 3 min 10 s 16            |
| 2023 | Championnats du monde          | Budapest         | 4e       | 400 m           | 44 s 39                  |
| 2023 | Championnats du monde          | Budapest         | 1er      | 4 × 400 m       | 2 min 57 s 31            |
| 2023 | Ligue de diamant               | Ligue de diamant | 3e       | 400 m           | 44 s 61                  |
| 2024 | Jeux olympiques                | Paris            | 2e       | 4 × 400 m mixte | 3 min 7 s 74             |
| 2024 | Jeux olympiques                | Paris            | 1er      | 4 × 400 m       | 2 min 54 s 43            |

### National
- Championnats des États-Unis d'athlétisme :
  - 400 m : 2e en 2023, 3e en 2015
- Championnats des États-Unis d'athlétisme en salle :
  - 400 m :1er en 2016

## Records
| Épreuve            | Temps   | Lieu         | Date            |
| ------------------ | ------- | ------------ | --------------- |
| 400 m              | 44 s 10 | Londres      | 20 juillet 2024 |
| 400 m piste courte | 45 s 31 | Fayetteville | 14 mars 2015    |